# Víctor Olea Alegría
Víctor Fernando Olea Alegría (Santiago, Chile, 17 de junio de 1950 - detenido desaparecido, septiembre de 1974) fue un obrero chileno, militante del Partido Socialista de ese país y detenido desaparecido durante la dictadura militar de Augusto Pinochet.

## Detención
Víctor Olea fue detenido en su domicilio el 11 de septiembre de 1974 por agentes de la Dirección de Inteligencia Nacional (DINA). Fue su tía paterna la cual recibió a los agentes y los condujo hacia su sobrino. Al día siguiente, volverían para allanar la casa, centrándose en el dormitorio de Víctor, del cual sustrajeron varios documentos y su cédula de identidad.
La detención y posterior desaparición de Víctor se enmarca en un operativo de la DINA enfocada en militantes del Partido Socialista. El primero de ellos era vecino de Olea, Claudio Venegas Lazzaro, detenido el 10 de septiembre. Al día siguiente, junto a Olea, sería detenido Leonardo Rivas Balmaceda. En los días posteriores seguirían con Juan Carlos González Sandoval, Bernardo de Castro López, Agustín Holgado Bloch, Luis Olivares Toro, Luis Ahumada y su cónyuge (liberada el mismo día), Mario Carrasco Díaz, Juan Luis Tapia, el ciudadano español Helios Figuerola Pujol, su madre Clara Pujol y, finalmente, Eduardo Aliste González, el 24 de septiembre.
Víctor, junto a todos los detenidos hasta el 16 de septiembre, fueron interrogados y fichados en el Cuartel Central de Investigaciones. Luego fueron trasladados con la vista vendada hasta el recinto denominado Venda Sexy, en la comuna de Macul. Allí serían nuevamente interrogados y luego torturados, siendo Olea uno de los más afectados.
El 25 de septiembre fueron trasladados a Cuatro Álamos, recinto que también estaba a cargo de la DINA. Entre el 28 y el 30 de ese mismo mes serían trasladados a Tres Álamos, excepto Olea y otros cuatro detenidos (Carrasco, De Castro, Venegas y Aliste), los que se encuentran aún desaparecidos. El resto recobró su libertad en diferentes días, la mayoría siendo expulsados al extranjero. Entre los agentes de la DINA que reconocieron participación en este operativo se encuentra Osvaldo Romo Mena.
El 15 de octubre de 1974 se interpuso un recurso de amparo en favor de Víctor, ante la Corte de Apelaciones de Santiago, el cual sería rechazado el 3 de diciembre de ese año tras recibir informes negativos de las autoridades respecto de la detención.

## Condenas
Fueron condenados por el caso las siguientes personas:
- Manuel Contreras Sepúlveda, general del ejército y jefe de la DINA, sería condenado a 10 años y 1 día como autor de los secuestros calificados de Mario Carrasco Díaz y Víctor Olea Alegría.[3]

- Raúl Iturriaga Neumann, general del ejército y subdirector de la DINA, condenado a 5 años y 1 día como autor de los secuestros calificados de Mario Carrasco Díaz y Víctor Olea Alegría.[4]

- Alejandro Molina Cisternas, suboficial de Carabineros y agente de la DINA, condenado a 5 años y 1 día como coautor de los secuestros calificados de Mario Carrasco Díaz y Víctor Olea Alegría.[5]

- Gerardo Urrich González, mayor del ejército y jefe de la Unidad Purén de la Brigada de Inteligencia Metropolitana, condenado a 5 años y 1 día como coautor de los secuestros calificados de Mario Carrasco Díaz y Víctor Olea Alegría.[6]

- Risiere Altez España, inspector de la Policía de Investigaciones de Chile y agente de la DINA,  condenado a 3 años y 1 día como coautor de los secuestros calificados de Mario Carrasco Díaz y Víctor Olea Alegría.[6]

Tanto Molina como Urrich fueron beneficiados con una rebaja de condena de 8 meses en 2012.